# Temporada de furacões no Atlântico de 1901
A temporada de furacões no Atlântico de 1901 foi a temporada mais ativa sem um grande furacão - ciclones tropicais que atingem pelo menos a categoria 3 na Escala de furacões de Saffir-Simpson - até 2013. O primeiro sistema foi inicialmente observado no nordeste do Caribe em 11 de junho. O décimo quarto e último sistema fez a transição para um ciclone extratropical perto das Bermudas em 5 de novembro. Essas datas se enquadram no período de maior atividade de ciclones tropicais no Atlântico. Oito dos quatorze ciclones tropicais existiram simultaneamente.
Dos quatorze ciclones tropicais da temporada, treze se tornaram uma tempestade tropical e seis deles se tornaram um furacão. Sem grandes furacões ocorrendo no ano seguinte, 1901 e 1902 foram a primeira vez que duas temporadas consecutivas não tiveram um grande furacão desde 1864 e 1865. O quarto e o oitavo sistemas foram as tempestades mais mortais e prejudiciais da temporada. A quarta tempestade, conhecida como furacão da Louisiana, deixou cerca de US$ 1 milhões (1901 USD) em danos e 10-15 fatalidades em Luisiana. Em setembro, o oitavo ciclone atingiu algumas ilhas das Grandes e Pequenas Antilhas, incluindo Porto Rico, Hispaniola e Cuba. Houve cinco mortes durante acidentes de barco na Virgínia. No território ultramarino francês de São Pedro e Miquelão, três pessoas morreram afogadas após o naufrágio de uma escuna.
O projeto de reanálise de furacões no Atlântico também indicou, mas não pôde confirmar a presença de uma tempestade tropical adicional em outubro 1901, listando o ciclone como uma depressão tropical. No entanto, a reanálise adicionou um furacão não detectado anteriormente no final de agosto ao banco de dados de furacões do Atlântico. (HURDAT). O sétimo ciclone tropical naquele ano foi o mais forte por ventos máximos sustentados, chegando a 169 km/h (105 mph), equivalente a uma furacão de categoria 2. No entanto, o quarto furacão teve uma pressão barométrica mais baixa e foi, portanto, a tempestade mais intensa da temporada.

## Season summary
A [[ciclogênese tropical] começou com o desenvolvimento da primeira tempestade tropical em junho 11 no noroeste do Caribe. Julho contou com duas tempestades tropicais, uma das quais se tornou um furacão. até 5 de julho a temporada teve três tempestades tropicais. Em comparação, a data média de desenvolvimento da primeira tempestade tropical entre 1944 e 1996 foi 11 de julho Agosto foi o mês mais ativo da temporada. Houve quatro tempestades tropicais, três das quais se intensificaram em furacões. O quarto sistema foi o ciclone tropical mais intenso da temporada, atingindo o pico como furacão categoria 1 com ventos máximos sustentados de 140 km/h (90 mph) com uma pressão barométrica mínima de 973 mbar (28.7 inHg). Embora o sétimo ciclone fosse uma furacão de categoria 2 com ventos de 169 km/h (105 mph), não foi registrada pressão barométrica mínima inferior. Em setembro, três sistemas adicionais se formaram, um dos quais se tornou um furacão. Outubro apresentou a mesma quantidade de atividade, mas também teve uma depressão tropical de curta duração. O sistema final da temporada foi desenvolvido em 30 de outubro e transitou para um ciclone extratropical em 5 de novembro
Com um total de 13 tempestades tropicais, esta foi a temporada mais ativa sem um grande furacão até 2013, que teve 14 tempestades nomeadas e nenhum sistema atingindo pelo menos a categoria 3. A sétima tempestade foi considerada um grande furacão até a reanálise de Jose Fernandez-Partagas e Henry Diaz em 1997, que revisou a intensidade para uma furacão categoria 2 porque as observações não apoiaram a categoria 3. Em 2008, um furacão adicional foi adicionado ao HURDAT, que existiu no final de agosto no extremo leste do Oceano Atlântico. Uma depressão tropical no início de outubro pode ter se tornado uma tempestade tropical, mas os dados foram inconclusivos. Quase todos os 14 da temporada de ciclones tropicais impactaram a terra. Coletivamente, as tempestades causaram mais de US$ 1 milhões em danos e pelo menos 35-40 fatalidades.
A atividade da temporada foi refletida com uma classificação de energia ciclônica acumulada (ACE) de 99. ACE é uma métrica usada para expressar a energia usada por um ciclone tropical durante a sua vida. Portanto, uma tempestade com maior duração terá altos valores de ACE. É calculado apenas em incrementos de seis horas em que sistemas tropicais e subtropicais específicos estão em ou acima de velocidades de vento sustentadas de 63 km/h (39 mph), que é o limite para a intensidade das tempestades tropicais. Assim, as depressões tropicais não estão incluídas aqui.

## Sistemas

### Tempestade tropical Um
A primeira depressão tropical da temporada se desenvolveu sobre o Caribe, a oeste das Ilhas Cayman, em 11 de junho. Movendo-se para o nordeste, tornou-se uma tempestade tropical pouco antes de atingir o oeste de Cuba no início do dia seguinte. Locais como Havana registraram chuvas, mas nenhum vento excepcionalmente forte. Depois disso, a tempestade moveu-se geralmente para o norte através do Golfo do México oriental e provavelmente manteve a mesma intensidade de 64 km/h (40 mph) tempestade tropical. Na costa leste da Flórida, uma velocidade do vento de 58 km/h (36 mph) foi observada em Júpiter. Às 21:00 UTC em 13 de junho, o ciclone atingiu a costa perto de Carrabelle, Flórida. Charleston, Carolina do Sul, longe do centro, observou ventos de 69 km/h (43 mph). Embora o sistema tenha enfraquecido a uma depressão no início de 14 de junho persistiu até se dissipar sobre Illinois no final de 15 de junho.

### Tempestade tropical Dois
A segunda tempestade da temporada foi observada pela primeira vez em 1 de julho a 360 km ao norte da atual fronteira entre Guiana Francesa e Suriname. O ciclone intensificou-se lentamente e moveu-se para noroeste, atingindo as Ilhas de Barlavento no início de 3 de julho. Nessa época, o ciclone passou entre Granada e São Vicente e Granadinas, com pouco impacto. até 5 de julho o sistema atingiu o pico como uma forte tempestade tropical com ventos máximos sustentados de 110 km/h (70 mph), enquanto começa a curvar para oeste-noroeste sobre o leste do Mar do Caribe. Na República Dominicana, ocorreram inundações na região entre Cotuí, Santo Domingo e Vega Real, com rios transbordando de suas margens. Além disso, ventos fortes interromperam a comunicação telegráfica com a cidade de Santo Domingo. Ventos fortes e "chuva forte" foram relatados no Haiti, onde vários navios naufragaram ao longo da costa. Catorze mortes ocorreram, com nove em Les Cayes e cinco em Jacmel. Mais tarde em 5 de julho a tempestade passou para o sudoeste da Península de Tiburon.
A partir daí, a tempestade acompanhou a costa sul de Cuba, até atingir a província de Pinar del Río no final de 7 de julho. Marés anormalmente altas e ventos fortes causaram inundações na maioria das casas ao longo da costa sul da província. no início de 8 de julho o sistema emergiu no Golfo do México. O escritório do Weather Bureau em Galveston, Texas, começou a alertar os residentes sobre a aproximação do ciclone em 9 de julho. O sistema enfraqueceu ao se aproximar da costa, e por volta das 10:00 UTC no dia seguinte, atingiu a costa perto de Matagorda com ventos de 80 km/h (50 mph). Alguns locais relataram ventos com força de tempestade tropical. As marés fizeram com que a água chegasse às ruas à beira-mar em Galveston. A tempestade enfraqueceu rapidamente e se dissipou no final de 10 de julho.

### Furacão Três
Furacão San Cirilo de 1901

Uma depressão tropical se desenvolveu por volta de 400 km (250 mi) ao norte de Paramaribo, Suriname, no início de 4 de julho. O ciclone moveu-se para noroeste e se intensificou em uma tempestade tropical por volta de 24 horas mais tarde. No final de 5 de julho a tempestade roçou ou atingiu a Martinica. O sistema logo entrou no Mar do Caribe e continuou a se fortalecer. Ele roçou perto da ponta sudoeste de Porto Rico no início de 7 de julho. Várias horas depois, a tempestade atingiu a costa ao norte de Punta Cana, na República Dominicana, com ventos de 110 km/h (70 mph) e emergiu brevemente no Atlântico antes de atingir a Península de Samaná. Às 18:00 UTC em 7 de julho o sistema ressurgiu no Atlântico. No início do dia seguinte, o ciclone varreu o Caicos Oriental como uma forte tempestade tropical. Curvou-se para nordeste no final de 9 de julho e retomou a intensificação, provavelmente devido às temperaturas quentes da superfície do mar sobre a Corrente do Golfo.
No início de 10 de julho a tempestade se tornou um furacão, pouco antes de atingir o pico com ventos máximos sustentados de 130 km/h (80 mph) e uma pressão barométrica mínima de 983 mbar (29.0 inHg), ambos observados por navios. O furacão recurvou para o oeste no início de 11 de julho e pousou entre Kill Devil Hills e Nags Head na Carolina do Norte com a mesma intensidade. Enfraquecendo rapidamente para uma tempestade tropical depois de algumas horas, o ciclone rumou para o sudoeste e ressurgiu no Atlântico no início de 12 de julho. Virando para oeste-noroeste, atingiu a costa perto da atual praia de Kure às 22:00. UTC com ventos de 64 km/h (40 mph). No final de 13 de julho, a tempestade enfraqueceu para uma depressão tropical e se dissipou na [[Carolina do Sul] logo em seguida.
"Dano considerável" foi relatado em Saint Kitts. A tempestade é conhecida como San Cirilo em Porto Rico, onde ocorreram fortes chuvas, principalmente na porção sudoeste da ilha, com 17.22 in (437 mm) observado na Hacienda La Perla. Inundações foram relatadas ao longo dos rios Río Grande de Loíza e Caugus. O escritório do Weather Bureau em San Juan observou uma velocidade do vento de 84 km/h (52 mph). Na Virgínia, os ventos atingiram uma média de 80 km/h (50 mph) em Cape Henry no final de 10 de julho até o início de 11 de julho derrubando linhas de energia na área. Uma mulher em Richmond foi morta após ser atingida por uma árvore que foi atingida por um raio. Várias árvores ficaram niveladas e perderam seus frutos devido às fortes chuvas e ventos fortes em Berryville. Um celeiro foi destruído após ser atingido por um raio e incendiado. Na Baía de Chesapeake, o treino de artilharia foi interrompido após ventos fortes destruírem os alvos flutuantes. Na Carolina do Norte, os ventos chegaram a 63 km/h (39 mph) em Hatteras.

### Furacão Quatro
O furacão de Louisiana de 1901
Uma depressão tropical se desenvolveu por volta de 990 km (615 mi) sudoeste da Ilha das Flores nos Açores em 2 de agosto. Movendo-se para o sudoeste e depois para o oeste, a depressão permaneceu fraca por vários dias, até se transformar em uma tempestade tropical ao se aproximar das Bahamas no início de 9 de agosto.Em seguida, atravessou as ilhas e intensificou-se apenas ligeiramente no final de 10 agosto, a tempestade atingiu a costa perto de Deerfield Beach, Flórida. Depois de atingir o Golfo do México no dia seguinte, a tempestade continuou a se intensificar e atingiu o status de furacão em 12 de agosto. No início de 13 de agosto o furacão atingiu o pico com ventos de 140 km/h (90 mph). Depois de enfraquecer ligeiramente, o ciclone atingiu a Luisiana no final de 14 de agosto e depois Mississippi menos de 24 horas mais tarde. O sistema enfraqueceu para uma tempestade tropical no início de 16 de agosto e tornou-se extratropical várias horas depois. Depois disso, os remanescentes persistiram até se dissipar sobre Indiana no final de 18 de agosto.
Ao longo de partes da costa leste da Flórida, "danos consideráveis" foram relatados devido aos ventos fortes. No Alabama, árvores foram arrancadas, casas ficaram sem os telhados e as chaminés desabaram em Mobile. Algumas áreas da cidade também foram inundadas com até 18 in (460 mm) de água devido à maré de tempestade. Vários iates, escunas e navios naufragaram ou afundaram, resultando em pelo menos $ 70.000 em danos. No entanto, devido aos avisos do Weather Bureau, a Mobile Chamber of Commerce estimou que vários milhões de dólares em danos foram evitados. Todas as cidades ao longo da costa do Mississippi "sofreram seriamente". Na Louisiana, danos graves foram relatados em algumas cidades devido a ventos fortes e marés altas. A comunidade de Port Eads informou que apenas o farol não foi destruído, enquanto outras fontes afirmam que um prédio de escritórios também permaneceu de pé. Em Nova Orleans, diques transbordando inundaram várias ruas. Fora da cidade, as colheitas sofreram severamente, principalmente o arroz. No geral, a tempestade causou 10–15 mortes e $1 milhões em danos.

### Tempestade tropical Cinco
Uma depressão tropical se desenvolveu por volta de 668 km (415 mi) ao sul-sudoeste de Paramaribo, Suriname, em 18 de agosto. O sistema moveu-se ao norte de oeste ao longo de sua duração e se aprofundou em uma tempestade tropical por volta de 24 horas mais tarde. Em 20 de agosto o ciclone atingiu o pico com ventos máximos sustentados de 80 km/h (50 mph). final de agosto Em 20 de novembro, a tempestade passou pelas Ilhas de Barlavento, ao norte de Granada.  De acordo com o governador-chefe das Ilhas de Barlavento, Robert Baxter Llewelyn, nenhum dano ocorreu em Granada. Em Barbados, três barcaças e uma escuna, a Myosettis, naufragaram. Os molhes e embarcações neles foram destruídos em São Vicente. Depois de atingir o Caribe, o ciclone começou a enfraquecer, provavelmente devido às temperaturas mais frias da superfície do mar e à proximidade da tempestade com a América do Sul. Em 21 de agosto o ciclone enfraqueceu para uma depressão tropical. Continuando para o oeste, dissipou-se às 18:00 UTC no dia seguinte enquanto situado cerca de 105 km (65 mi) oeste-noroeste de Aruba.

### Furacão Seis
Uma tempestade tropical foi observada pela primeira vez a leste de Boa Vista, nas ilhas de Cabo Verde, em 25 de agosto. A tempestade moveu-se para oeste-noroeste e atingiu a ilha com ventos de 64 km/h (40 mph) algumas horas depois. Depois de atingir o Atlântico aberto, o sistema se intensificou e atingiu o status de furacão no início de 27 de agosto Mais tarde naquele dia, atingiu o pico com ventos máximos sustentados de 130 km/h (80 mph), uma observação da barca norueguesa Professor Johnson. O furacão começou a enfraquecer no início de agosto 28 e caiu para intensidade de tempestade tropical logo depois.  No final de 30 de agosto a tempestade foi analisada para ter dissipado cerca de 1.845 km a noroeste de Santo Antão nas ilhas de Cabo Verde.

### Furacão Sete
Mapas climáticos históricos indicam que uma depressão tropical se desenvolveu por volta de 185 km (115 mi) sudeste de Praia, Cabo Verde, no início de 29 de agosto Seis horas depois, a depressão se intensificou em uma tempestade tropical. Ao passar ao sul de Cabo Verde em agosto Em 29, a tempestade trouxe mar agitado para as ilhas, afundando dois navios. Ventos fortes e chuvas torrenciais danificaram lavouras e casas de café e cana-de-açúcar. Gado e pessoas foram mortas. Depois disso, a tempestade se fortaleceu lentamente enquanto continuava para o oeste no Atlântico aberto por alguns dias, até uma ligeira curva para o oeste-noroeste em agosto. 31. O sistema se intensificou em uma furacão categoria 1 por volta das 12:00 UTC em 1 de setembro.
Continuando a se aprofundar, o ciclone se tornou uma furacão categoria 2 em 3 de setembro No dia seguinte, virou para o norte e atingiu o pico com ventos máximos sustentados de 169 km/h (105 mph). O furacão manteria essa intensidade por alguns dias, até fazer uma curva para nordeste em 6 de setembro momento em que começou a enfraquecer lentamente. até 8 de setembro a tempestade virou para o leste e caiu para a categoria 1 estado. Nessa época, uma pressão barométrica de 991 mbar (29.3 inHg), o menor registrado em relação ao ciclone. O furacão logo voltou para o nordeste e acelerou. No final de 10 de setembro o sistema transitou para um ciclone extratropical enquanto localizado a cerca de 690 km (430 mi) a norte-nordeste da ilha do Corvo nos Açores. Os remanescentes moveram-se rapidamente para o nordeste e se dissiparam a sudoeste da Irlanda em setembro. 11.

### Furacão Oito
Furacão San Vicente de 1901

Uma tempestade tropical foi observada pela primeira vez por volta de 1,100 km (700 mi) a leste de Guadalupe no início de 9 de setembro. O sistema seguiu geralmente para o oeste e se aprofundou lentamente. Em 11 de setembro pastaram várias ilhas do norte das Pequenas Antilhas, incluindo Barbuda, São Bartolomeu e Saba. No início do dia seguinte, o ciclone atingiu Porto Rico com ventos de 97 km/h (60 mph), várias horas antes de atingir a costa na República Dominicana perto de Punta Cana com a mesma intensidade. A tempestade enfraqueceu ao cruzar Hispaniola, antes de emergir no Mar do Caribe no início de setembro. 13. Ao passar para o sul de Cuba, o sistema se intensificou, transformando-se em furacão em setembro 14 perto de Caimão Brac. No início do dia seguinte, a tempestade atingiu o pico com ventos sustentados de 130 km/h (80 mph) e uma pressão mínima de 1,001 mbar (29.6 inHg), o último foi medido por um navio enquanto o primeiro foi estimado durante a reanálise. O furacão logo fez uma curva para oeste-noroeste e depois passou perto do Cabo San Antonio, Cuba, em setembro. 15. Ao entrar no Golfo do México, o ciclone enfraqueceu para uma tempestade tropical. até 17 de setembro virou para norte-nordeste e atingiu a costa em Fort Walton Beach, Flórida, às 20:00 UTC com ventos de 97 km/h (60 mph). O sistema então moveu-se rapidamente para nordeste e tornou-se extratropical por volta de 121 km (75 mi) a leste da Ilha Hatteras na Carolina do Norte no final de 18 de setembro Os remanescentes se dissiparam na costa da Nova Inglaterra por volta de 24 horas mais tarde.
Em Porto Rico, a tempestade ficou conhecida como San Vicente. A precipitação atingiu o pico de 10.43 in (265 mm) em San Salvador, enquanto os ventos em San Juan chegaram a 84 km/h (52 mph). Danos menores ocorreram nas plantações de frutas cítricas e de café, enquanto as bananas sofreram perdas severas. Um relatório do telégrafo do Haiti indicou fortes tempestades e ventos fortes nas proximidades de Cap-Haïtien. Em Cuba, vários navios foram encalhados ao longo da baía de Santiago de Cuba. Algumas ruas de Batabanó foram inundadas com pelo menos 3 ft (0.91 m) de água. O sistema causou uma quantidade significativa de chuva na Geórgia e nas Carolinas, com a quantidade máxima relatada em 11.4 in (290 mm) em Americus, Geórgia. Na costa da Virgínia, o mar agitado resultou no naufrágio ou naufrágio de várias embarcações. A escuna Idle Times colidiu com uma barcaça da Pennsylvania Railroad, matando o capitão da escuna. Quatro marinheiros morreram afogados na costa de Ocean View. Em Newport News, 3.32 in (84 mm) de chuva caiu em um período de 24 horas, que se tornou o maior total de precipitação diária para o mês de setembro. Danos significativos ocorreram na cidade de Braddock, em Maryland, com poucas casas, celeiros ou edifícios agrícolas que não sofreram nenhum impacto. Em Poplar Terrace, uma caixa d'água foi varrida de uma casa. O hospital em Montevue foi parcialmente destruído. Doze celeiros foram derrubados em Liberty e as plantações de milho foram arruinadas. Em Saint Pierre, a escuna JW Roberts encalhou, afogando três pessoas.

### Tempestade tropical Nove
Relatórios de navios e mapas meteorológicos históricos indicaram que a tempestade foi observada pela primeira vez no início de 12 de setembro, enquanto localizado cerca de 555 km (345 mi) a sudoeste de Brava nas ilhas de Cabo Verde. O sistema se fortaleceu lentamente enquanto se movia para o norte-noroeste e depois para o norte-nordeste através do Atlântico oriental. No início de 14 de setembro o ciclone atingiu o pico com ventos máximos sustentados de 97 km/h (60 mph). Depois disso, curvou-se para noroeste e começou a se deteriorar muito lentamente, enfraquecendo para uma depressão tropical no final de 17 de setembro. Logo depois, o sistema dissipou cerca de 813 km (505 mi) noroeste de Santo Antão.

### Tempestade tropical Dez
No início de 21 de setembro a décima tempestade tropical da temporada foi observada pela primeira vez por volta de 201 km (125 mi) a noroeste da Península de La Guajira, de acordo com dados de navios e mapas meteorológicos históricos. Inicialmente, a tempestade moveu-se para oeste-noroeste, antes de se curvar para norte-noroeste sobre o noroeste do Mar do Caribe no início de 25 de setembro. Mais tarde naquele dia, o ciclone começou a se intensificar, após possivelmente manter a mesma intensidade desde setembro. 21. A tempestade atingiu o pico com ventos máximos sustentados de 80 km/h (50 mph), várias horas antes de atingir a costa oeste da província de Pinar del Río, em Cuba, por volta das 18:00 UTC. Algumas áreas de Cuba sofreram fortes chuvas, particularmente Batabanó, onde várias ruas foram inundadas.
No final de 25 de setembro a tempestade emergiu no Golfo do México. O sistema logo se curvou para norte-nordeste e começou a acelerar e enfraquecer lentamente. Às 03:00 UTC em 29 de setembro, atingiu a costa na atual Lanark Village, Flórida, a leste de Carrabelle, com ventos de 72 km/h (45 mph). O ciclone perdeu rapidamente as características tropicais e fez a transição para um ciclone extratropical sobre a Geórgia por volta das 12h. UTC. No entanto, os remanescentes duraram até 2 de outubro depois de cruzar o leste dos Estados Unidos e o Canadá Atlântico, e depois se dissipar a sudeste da Groenlândia.  A tempestade trouxe ventos bastante fortes para a Flórida e as porções do sul da costa leste dos Estados Unidos.

### Depressão tropical
Com base em mapas meteorológicos históricos, uma depressão tropical formou-se na costa da Guiné em 4 de outubro. A depressão moveu-se para oeste-noroeste e pode ter se intensificado em uma tempestade tropical, mas os dados eram escassos e inconclusivos. Provavelmente se dissipou no dia seguinte, pois os mapas meteorológicos não indicam uma área fechada de baixa pressão depois disso.

### Tempestade tropical Onze
Esta tempestade foi observada pela primeira vez por navios cerca de 800 km (500 mi) ao norte-nordeste de Paramaribo no início de 5 de outubro Inicialmente à deriva para noroeste, a tempestade acelerou gradualmente enquanto se aprofundava lentamente. O ciclone atingiu o pico com ventos máximos sustentados de 110 km/h (70 mph) em 7 de outubro com base em observações do navio. No dia seguinte, a tempestade começou a enfraquecer e lentamente perdendo as características tropicais. O sistema curvou-se para o norte em outubro 10 e transitou para um ciclone extratropical mais tarde naquele dia, enquanto situado cerca de 410 km (255 mi) oeste-sudoeste das Bermudas. Os remanescentes persistiram por alguns dias enquanto se moviam para nordeste, até se dissiparem bem a noroeste dos Açores em 14 de outubro.

### Tempestade tropical Doze
Uma depressão tropical formou-se cerca de 80 km (50 mi) ao sul de Trinidad, Cuba, em 15 de outubro A depressão moveu-se para nordeste sem se fortalecer e atingiu a província de Sancti Spíritus logo em seguida.  Algumas cidades observaram chuvas. Ao chegar ao sudoeste do Oceano Atlântico no final de 15 de outubro a depressão se intensificou em uma tempestade tropical. Um maior aprofundamento ocorreu quando a tempestade se moveu para o nordeste nas Bahamas, onde atingiu ou roçou Long Island, Rum Cay e San Salvador Island em 16 de outubro. Naquele dia por volta das 12:00 UTC, o ciclone atingiu o pico com ventos máximos sustentados de 97 km/h (60 mph). A partir daí, o sistema começou a enfraquecer e perder características tropicais, passando para um ciclone extratropical no início de outubro. 18 enquanto localizado cerca de 530 km (330 mi) ao sul-sudoeste das Bermudas. Várias horas depois, os remanescentes se dissiparam.

### Furacão Treze
A tempestade final da temporada desenvolveu-se como uma depressão tropical por volta de 89 km (55 mi) ao norte-noroeste de Aguadilla, Porto Rico, em 30 de outubro. Movendo-se para o norte-nordeste, a depressão se tornou uma tempestade tropical no início de 31 de outubro. Mais tarde naquele dia, a tempestade fez uma curva para o nordeste. Durante os próximos dias, ocorreu uma maior intensificação, com o ciclone atingindo o status de furacão no final de 28 de outubro. Pouco tempo depois, a tempestade atingiu seu pico de intensidade com ventos máximos sustentados de 130 km/h (80 mph) e uma pressão barométrica mínima de 989 mbar (29.2 inHg) ; o último foi observado por um navio, enquanto o primeiro foi estimado usando a relação vento-pressão subtropical.
Ao passar a sudeste das Bermudas, a tempestade arruinou plantações e causou danos consideráveis a alguns edifícios. O sistema começou a se deteriorar gradualmente após o pico de intensidade, enfraquecendo para uma tempestade tropical no início de 4 de novembro No início do dia seguinte, o ciclone fez uma curva leste-sudeste. Às 00:00 UTC em 6 de novembro fez a transição para um ciclone extratropical enquanto estava localizado a cerca de 925 km (575 mi) sudeste da Ilha Sable. Os remanescentes continuaram na direção leste-sudeste até se dissiparem no final de 6 de novembro.